# Giovanni d'Amelia
Giovanni d'Amelia  (né à Amelia en Ombrie, Italie,  1309 et mort à Gênes, en décembre 1385 ou le 11 janvier 1386) est un cardinal italien du XIVe siècle.

## Repères biographiques
Giovanni est auditeur à la Rote romaine, prieur de l'église de Todi et chanoine à la cathédrale de Patras. Il est élu évêque de Corfou en 1376. Il est appelé à Rome et nommé administrateur de ce diocèse.
Giovanni d'Amelia est créé cardinal par le pape Urbain VI lors du consistoire du 18 septembre 1378. Avec les cardinaux Gentile di Sangro, Adam Easton, Ludovico Donato, Bartolomeo de Coturno et Marino Giudice, il conspire contre le pape Urbain VI. Ils sont arrêtés et avouent leur culpabilité après tortures. Les cardinaux, sauf Easton, sont exécutés à Gênes en décembre 1385 ou le 11 janvier 1386. 